# Antōnīs Ntentakīs
Antōnīs Ntentakīs (in greco Αντώνης Ντεντάκης?; La Canea, 13 marzo 1995) è un calciatore greco, difensore del Lamia.

## Carriera
Il 1º luglio 2017 viene acquistato a titolo definitivo dalla squadra greca del Volo.

## Statistiche

### Presenze e reti nei club
Statistiche aggiornate al 9 marzo 2021.
| Stagione         | Squadra          | Campionato       | Campionato | Campionato | Coppe nazionali | Coppe nazionali | Coppe nazionali | Coppe continentali | Coppe continentali | Coppe continentali | Altre coppe | Altre coppe | Altre coppe | Totale | Totale |
| Stagione         | Squadra          | Comp             | Pres       | Reti       | Comp            | Pres            | Reti            | Comp               | Pres               | Reti               | Comp        | Pres        | Reti        | Pres   | Reti   |
| ---------------- | ---------------- | ---------------- | ---------- | ---------- | --------------- | --------------- | --------------- | ------------------ | ------------------ | ------------------ | ----------- | ----------- | ----------- | ------ | ------ |
| 2013-2014        | Platanias        | SL               | 2          | 0          | CG              | 1               | 0               | -                  | -                  | -                  | -           | -           | -           | 3      | 0      |
| 2014-gen. 2015   | Platanias        | SL               | 0          | 0          | CG              | 0               | 0               | -                  | -                  | -                  | -           | -           | -           | 0      | 0      |
| Totale Platanias | Totale Platanias | Totale Platanias | 2          | 0          |                 | 1               | 0               |                    | -                  | -                  |             | -           | -           | 3      | 0      |
| 2017-2018        | Volo             | GE               | ?          | ?          | -               | -               | -               | -                  | -                  | -                  | -           | -           | -           | ?      | ?      |
| 2018-2019        | Volo             | FL               | 25         | 1          | CG              | 1               | 0               | -                  | -                  | -                  | -           | -           | -           | 26     | 1      |
| 2019-2020        | Volo             | SL               | 24         | 0          | CG              | 2               | 0               | -                  | -                  | -                  | -           | -           | -           | 26     | 0      |
| 2020-2021        | Volo             | SL               | 14         | 0          | CG              | 1               | 0               | -                  | -                  | -                  | -           | -           | -           | 15     | 0      |
| Totale Volo      | Totale Volo      | Totale Volo      | 63+        | 1+         |                 | 4               | 0               |                    | -                  | -                  |             | -           | -           | 67+    | 1+     |
| Totale carriera  | Totale carriera  | Totale carriera  | 65+        | 1+         |                 | 5               | 0               |                    | -                  | -                  |             | -           | -           | 70+    | 1+     |

## Palmarès

### Club

#### Competizioni nazionali
- Gamma Ethniki: 1

Volo: 2017-2018 (gruppo 4)
- Football League: 1

Volo: 2018-2019
- Souper Ligka Ellada 2: 1

Levadeiakos: 2023-2024 (girone A)